# حشره‌خوار پنجه‌پهن گواتمالایی
 حشره‌خوار پنجه‌پهن گواتمالایی (نام علمی: Cryptotis griseoventris) نام یک گونه از سرده حشره‌خوار گوش‌کوچک است.